# Lennart Holmlund
Bo Axel Lennart Holmlund, född 13 februari 1946 i Nordmaling och uppvuxen i Brattsbacka, Långvattnet, i Nordmalings kommun, var åren 1994–2014 kommunstyrelsens socialdemokratiske ordförande och kommunalråd i Umeå kommun. Holmlund har haft fasta uppdrag i Umeå kommun sedan 1970-talet och efterträdde Margot Wikström som ledande socialdemokratisk kommunpolitiker i Umeå 1995. 

## Politisk karriär
Innan Holmlund blev politiker var han engagerad i Byggnads. Heltidspolitiker blev han efter valet 1988 då Torsten W Persson avgick. I början av 1990-talet var han ordförande i tekniska utskottet och kommunalråd. 1995 tillträdde han som kommunstyrelsens ordförande. 
Förutom kommunalrådsposten har han också haft en rad andra politiska uppdrag. Ett av de tyngre är ordförandeskapet i styrelsen för Umeå kommunföretag AB, som är moderbolag för alla kommunala bolag som ägs av Umeå kommun (AB Bostaden i Umeå (Allmännyttan), Umeå Energi AB, Umeå Hamn AB, Nordic Logistics Center i Umeå AB samt Västerbottens museum.

## Vid sidan om politiken
- 1968/69 var Holmlund stationerad på Cypern för FN-tjänstgöring.[2]
- Holmlund har ett stort idrottsintresse och följer bland annat ishockeylaget IF Björklöven och Umeå IK:s damfotbollslag. Den idrott han själv satsat på är bangolf.[3] Han har suttit i Svenska bangolfförbundets styrelse i 15 år[4] och även varit ordförande i Umeå bangolfklubb[5]
- Holmlund var 1962 med och bildade Umeås första rockklubb, club 100.
- Under mitten av 2000-talet blev han känd för sina stavgångspromenader.[källa behövs]
- Holmlund är en aktiv politisk bloggare.